# NetCom BW
Die NetCom BW GmbH (ehemals: ODR Technologie Services GmbH) ist ein Telekommunikationsanbieter der EnBW Energie Baden-Württemberg AG mit Sitz im baden-württembergischen Ellwangen (Jagst). Das Verbreitungsgebiet des Unternehmens umfasst Städte und Gemeinden in Baden-Württemberg und dem angrenzenden Bayern, wobei sich das unternehmenseigene Daten- und Sprachnetz über circa 24.000 Kilometer erstreckt. Die NetCom BW verfügt so über eines der größten Glasfasernetze in Baden-Württemberg. Das Unternehmen erwirtschaftete im Geschäftsjahr 2023 115,9 Mio. Euro.

## Geschichte

### Gründung 2014
Das Unternehmen wurde 2014 im Zuge der Umfirmierung der ODR Technologie Services, Ellwangen, ein Tochterunternehmen der EnBW Energie Baden-Württemberg, gegründet. Zum Zeitpunkt der Gründung waren die Netze BW GmbH, Stuttgart zu 54,54 Prozent, die OEW Energie-Beteiligungs GmbH, Ravensburg zu 25,1 Prozent sowie die EnBW Ostwürttemberg DonauRies AG (EnBW ODR), Ellwangen (Jagst) zu 20,36 Prozent an dem Unternehmen beteiligt. Im Rahmen eines Ausgliederungsvertrags brachte die Netze BW die Unternehmensbereiche Dienstleistungsmanagement, Telekommunikation sowie Weitverkehrsnetze in das Unternehmen ein. Der Breitbandnetzausbau in der Region Baden-Württemberg, beginnend in Ettlenschieß (Alb-Donau-Kreis), sollte zukünftig durch die NetCom BW umgesetzt und weiterentwickelt werden. Im Sommer desselben Jahres erfolgte der Anschluss Unterschneidheim-Nordhausen an das Breitbandnetz der NetCom BW, nachdem das Unternehmen in den dortigen Glasfaserkabelausbau investiert hatte. Des Weiteren wurde Pommertsweiler an das Breitbandnetz angeschlossen. Ebenso investierte NetCom BW als zukünftiger Betreiber in den Ausbau des Netzes für höhere Übertragungsgeschwindigkeiten in Hüttlingen. Weitere Bauarbeiten für Glasfaserkabel erfolgten im selben Zeitraum, beispielsweise auf dem Salamander-Areal in Kornwestheim und Neuler.

### Ausbau des Breitbandnetzes ab 2015
Die Ewa Riss GmbH, Biberach verpachtete der NetCom BW im Jahr 2015 das kommunale Glasfasernetz in Biberach. Im Laufe desselben Jahres erweiterte das Unternehmen seinen Geschäftsbereich und schloss beispielsweise einen Vertrag mit der Stadt Markdorf für die Breitbandversorgung in Ittendorf ab. Darüber hinaus wurde Cleebronn an das Glasfasernetz angeschlossen.
Im Jahr 2016 wurden weitere Gebiete an das Netz der NetCom BW angebunden, etwa durch den Breitbandnetzausbau in Alberweiler und Aßmannshardt. Im September desselben Jahres verschmolz die NetCom BW mit der NeckarCom Telekommunikation GmbH, Stuttgart, wodurch das Unternehmen nach eigenen Angaben mehr als 10.000 Streckenkilometer Glasfasernetz und eines der größten Backbone-Netze Baden-Württembergs erreichte. NetCom BW schloss 2016 einen Kooperationsvertrag mit der Stadt Mengen ab, um freien WLAN-Zugang in Teilen der Stadt bereitzustellen.
2017 nahm NetCom BW in Sinningen das neue Breitbandnetz in Betrieb. Im selben Jahr gab die BLS Breitbandversorgungsgesellschaft mbh & Co. KG im Landkreis Sigmaringen bekannt, zukünftig ihr gesamtes Netz an die NetCom BW zu verpachten. Am 1. August 2017 wurde ein Pachtvertrag mit der Breitbandinitiative Landkreis Tuttlingen (BIT) für das aufzubauende Glasfasernetz im gesamten Landkreis Tuttlingen (35 Kommunen) geschlossen. Im Laufe des Jahres wurden weitere Regionen des Ostalbkreis durch Verpachtungen erschlossen. Bis Ende des Jahres 2017 verzeichnete das Unternehmen eine Kundenanzahl von 40.000.
2018 wurden weitere Regionen Baden-Württembergs an das Netz des Unternehmens angebunden, so etwa die Gemeinden Rot an der Rot und Tannheim. Bis zum Sommer des Jahres betrieb NetCom BW ein Netz von 11.400 Kilometern in der Länge. Im selben Jahr wurde unter Beteiligung des Unternehmens das Breitbandnetz in der Region Aalen ausgebaut. 2018 versuchten Hacker, das Netz eines externen Dienstleisters der NetCom BW anzugreifen. Der Angriff zielte ursprünglich nicht auf das Telekommunikationsunternehmen, sondern auf einen externen Dienstleister; durch eine Schnittstelle zur NetCom BW war jedoch auch diese betroffen. Der Generalbundesanwalt nahm im Anschluss Ermittlungen auf. Der Angriff wurde in einer frühen Phase abgewendet, wodurch es den Hackern nicht gelang, insbesondere auf die Energieversorgungsnetze zuzugreifen. Wie 2022 nach Recherchen von WDR und BR mittels eines Berichts der Tagesschau bekannt wurde, konnte das Landeskriminalamt Baden-Württemberg den Täter aus einer Moskauer Hackergruppe identifizieren.

### Ausweitung des Geschäftsgebiets ab 2019
2019 wurde die EnBW Telekommunikation GmbH gegründet, die sowohl Mehrheitsgesellschafter der NetCom BW wurde als auch die Plusnet GmbH, Köln von der QSC AG übernahm. Während NetCom BW vor allem in Baden-Württemberg und dem angrenzenden Bayern als Telekommunikationsnetzbetreiber tätig ist, erstreckt sich das Geschäftsgebiet der eigenständigen Schwestergesellschaft Plusnet als Telekommunikationsanbieter auf das übrige Deutschland.
Im selben Jahr begannen die Bauarbeiten für den Breitbandausbau in Griesingen sowie der Ausbau des Glasfasernetzes in Lauterach unter Beteiligung des Unternehmens. Durch eine Kooperation mit der Gasline GmbH & Co. KG, Straelen hatte NetCom BW ab 2019 Zugriff auf deren bundesweite Backbone-Infrastruktur. Im selben Jahr vereinbarte das Unternehmen einen Vertrag mit der Komm.Pakt.Net KAöR, wonach zukünftig 42 von 45 Städten und Gemeinden im Landkreis Biberach mit Breitbandnetzen der NetCom BW betrieben wurden.
2020 ergänzte das Unternehmen sein Geschäftsgebiet um weitere Regionen, beispielsweise durch die Inbetriebnahme des Glasfasernetzes in Kreßberg. Im selben Jahr testete NetCom BW erstmals Nutzererfahrungen mit 5G-Internet (5G-Fixed Wireless Access-Technologie) im Rahmen eines Versuchsprojekts in Röhlingen.
Im April 2021 setze sich NetCom BW gegen die Mitbewerber Telekom Deutschland GmbH und Vodafone GmbH durch, als das Unternehmen die Zustimmung für den Ausbau und den Betrieb der Glasfaseranschlüsse im Landkreis Schwäbisch Hall sowie den Gemeinden Waldenburg und Pfedelbach erhielt. Im September desselben Jahres übernahm das Unternehmen im Rahmen einer Ausschreibung die Betreiberrechte für das kommunale Breitbandnetz der Stadt Heilbronn.

### Kooperationen und weitere Entwicklungen ab 2022
Im März des Jahres 2022 gab der Gemeinderat der Stadt Rottenburg bekannt, in den folgenden drei Jahren mit NetCom BW für den Glasfasernetzausbau aller Ortschaften der Stadt zu kooperieren. Im selben Jahr vereinbarte das Unternehmen mit den Stadtwerken Lindau die zukünftige Kooperation mit der Telekommunikation Lindau GmbH, einer Tochtergesellschaft der Stadtwerke Lindau GmbH & CO. KG. Während die NetCom BW seither als Partner der Telekommunikation Lindau dienstleistend den Netzbetrieb sowie das Endkundengeschäft der Telekommunikation Lindauer erbringt, ist die Telekommunikation Lindau im Bereich der passiven Infrastruktur tätig. Des Weiteren beteiligte sich das Unternehmen im selben Jahr an 29 Breitbandausschreibungen, wovon acht Ausschreibungen gewonnen wurden. 2022 wurden von der NetCom BW 137 neue DSLAM- und 52 neue MPLS-Knoten geschaffen.
2023 gab das Unternehmen bekannt, mit der JH-Computers GmbH, Stödtlen zu kooperieren. Im Zuge dessen erweiterte das Unternehmen seine Dienstleistungen um Rechenzentrum-Services für Gewerbe- und Industriekunden. Zum 01.12.2024 übernahm die NetCom BW die Glasfasernetzinfrastruktur der e.wa riss Netze GmbH, die das Unternehmen bereits seit 2014 betrieben hatte.

## Unternehmensstruktur
Größter Anteilseigner des Unternehmens ist mit 54,54 Prozent die EnBW Telekommunikation GmbH, eine hundertprozentige Tochtergesellschaft der EnBW Energie Baden-Württemberg AG (EnBW AG). Des Weiteren sind die OEW Energie-Beteiligungs GmbH (ein Zusammenschluss von neun oberschwäbischen Landkreisen und einer der beiden Hauptaktionäre des EnBW Energie-Konzerns) in Form einer Barkapitaleinlage zu 25,1 Prozent sowie die EnBW Ostwürttemberg DonauRies Aktiengesellschaft (ein regionaler Energieversorger in Ostwürttemberg und angrenzenden bayrischen Gebieten sowie ein Tochterunternehmen des EnBW Energie-Konzerns) zu 20,36 Prozent an dem Unternehmen beteiligt.
Während des Geschäftsjahres 2022 kooperierte die NetCom BW mit insgesamt sieben Konzerngesellschaften. Des Weiteren bestanden sechzehn Kooperationen mit Stadtwerken und Versorgungsunternehmen.
| Jahr                      | 2014 | 2015 | 2016 | 2017 | 2018 | 2019 | 2020 | 2021  | 2022  | 2023  |
| ------------------------- | ---- | ---- | ---- | ---- | ---- | ---- | ---- | ----- | ----- | ----- |
| Umsatzerlöse in Mio. Euro | 48,2 | 45,6 | 65,0 | 71,6 | 73,6 | 86,0 | 94,1 | 111,7 | 110,4 | 115,9 |

Einzelnachweis:
| Jahr                           | 2014 | 2015 | 2016 | 2017 | 2018 | 2019 | 2020 | 2021 | 2022 | 2023 |
| ------------------------------ | ---- | ---- | ---- | ---- | ---- | ---- | ---- | ---- | ---- | ---- |
| Anzahl an Mitarbeitern (circa) | 156  | 168  | 194  | 221  | 260  | 290  | 334  | 396  | 428  | 436  |

Einzelnachweis:
Ab dem 01.01.2025 bilden Thomas Herkommer und Wolfgang Nicholas Prinz die Geschäftsführung des Unternehmens. Thomas Herkommer übernimmt die Rolle des Geschäftsführers von Matthias Groß, der die Position zum 01.12.2024 im Einvernehmen mit den Gesellschaftern der NetCom BW niedergelegt hatte.

## Unternehmensbereiche
Das Unternehmen ist im Bereich der Errichtung, Planung, Instandhaltung und dem Betrieb von Telekommunikationsnetzen in Baden-Württemberg und dem angrenzenden Bayern tätig. Die NetCom BW pachtet hierfür passive Telekommunikationsnetze der Gesellschaften des Konzerns (etwa die Netze der BW GmbH oder der EnBW Ostwürttemberg DonauRies) sowie die Netze anderer Partner (beispielsweise Stadtwerke, Kommunen, Zweckverbände). Des Weiteren bietet das Unternehmen Privat- und Geschäftskunden Internet- sowie Telekommunikationsdienste und weitere Zusatzdienste (etwa IP-basiertes Fernsehen oder die Vermietung von Festverbindungen) an.
Neben der Tätigkeit im Rahmen des Betreibermodells ist das Unternehmen auch im Deckungslückenmodell, bei dem Kommunen im Rahmen der öffentlichen Glasfaserförderung Telekommunikationsunternehmen einen Zuschuss für den Ausbau des Breitbandnetzes in der jeweiligen Region gewähren, sowie im eigenwirtschaftlichen Netzausbau tätig. Darüber hinaus betreibt die NetCom BW die Kommunikationsanbindungen für die Strom- und Gasnetzsteuerung für den EnBW-Konzern und dessen Konzerntöchter, wie etwa für die EnBW Ostwürttemberg DonauRies. Im Zuge dessen ist das Unternehmen im Bereich der Steuerung des Stromnetzes sowie des Gasnetzes tätig. Zudem ist die NetCom BW für die Projektierung, den Bau und die Instandhaltung des Weitverkehrsnetzes verantwortlich. Das Unternehmen ist in den Bereich Kritische Infrastrukturen des EnBW-Konzerns eingebunden.
Im Bereich Breitbandausbau hatte die NetCom BW 2022 als Netzbetreiber und Telekommunikationsanbieter in 394 (im Vorjahr 371) baden-württembergischen Kommunen Breitbandausbaugebiete in Betrieb.
Im Geschäftsfeld Telekommunikationsdienste für Privat- und Geschäftskunden (Bereitstellung von Internet- und Telefonverbindungen und weitere Zusatzdienste, etwa Virenschutz) waren zum 31. Dezember 2022 86.840 (2021: 73.671) private und gewerbliche Nutzer an das Netz der NetCom BW angebunden.